# Jean-Claude Ligeron
Jean-Claude Ligeron (25 juin 1942 - 8 mars 2008) a été un acteur majeur du développement de la sûreté de fonctionnement (SdF) en France, notamment dans le domaine de la fiabilité mécanique. Il est considéré comme un pionnier  pour avoir intégré la sûreté de fonctionnement à l'analyse du risque, et en raison de son approche transdisciplinaire, qui lui a permis de développer de nombreuses méthodes et outils adaptés d'autres domaines. Ses ouvrages restent une référence. 

## Biographie
Après des débuts à la société Matra où il développe les techniques de fiabilité en mécanique, l'analyse système, l'analyse des données, il rejoint la SGTE dont il devient directeur de la division fiabilité. Il y forme de nombreux ingénieurs SdF qui essaimeront ensuite dans l'industrie française et dans les sociétés de conseil du domaine. Il a été l'origine de la création des sociétés de conseil Sector en 1990, puis Ligeron SA en 1995, qui sont devenues des références dans le domaine de la sûreté de fonctionnement. En 2005, il cède sa société au groupe Sonovision-Itep dont elle devient une division.
Il a aussi contribué à la mise en place de formations aux métiers de la sûreté de fonctionnement tels que :
- le Master « Ingénierie de la fiabilité » de l'ISTIA,
- le Master « Management et ingénierie des systèmes » de Supelec.
- le Master « Qualité et fiabilité des systèmes » de l'université de bordeaux.

Il était membre fondateur de l'IMdR (Institut pour la maîtrise des risques), pour lequel il a eu, à deux reprises, l'honneur de présider le comité technique du congrès Lambda/Mu.
Dans Anticipation, innovation, perception : Des défis pour la maîtrise des risques à l'horizon 2020, Emmanuel Arbaretier écrit que Jean-Claude Ligeron « a été le premier diffuseur et préconisateur des disciplines de la maîtrise des risques que ce soit au niveau des méthodes, des techniques, des langages, des outils ».

## Publications
Il est l'auteur d'une dizaine d'ouvrages dans les domaines de la sûreté de fonctionnement et des statistiques, de la maîtrise des risques et de la fiabilité en mécanique.
- La fiabilité en mécanique : un outil d'aide à la conception, Paris, Desforges, janvier 1979.
- Le Management des grands contrats : prise en compte des aspects qualité et sûreté de fonctionnement, Paris, TEC&DOC, Lavoisier, juin 1988, 1600 p. (ISBN 2-85206-471-5).
- (en collaboration avec Patrick Lyonnet), La fiabilité en exploitation. Organisation et traitement des données, Paris, TEC&DOC, Lavoisier, septembre 1992, 1382 p. (ISBN 2-85206-648-3).
- Le cercle des fiabilistes disparus ou critique de la raison fiabiliste : essai, Bordeaux, Préventique, juillet 2006, 168 p. (ISBN 2-911221-42-7).

Il a été le rédacteur en chef de la revue de la sûreté de fonctionnement Phoebus, créée à son initiative en 1997. Cette revue trimestrielle a cessé de paraître en 2005 et compte une collection de 35 numéros.